# Charilaus carinatus
Charilaus carinatus is een rechtvleugelig insect uit de familie Charilaidae. De wetenschappelijke naam van deze soort is voor het eerst geldig gepubliceerd in 1875 door Stål.